# Pandanus microstigma
Pandanus microstigma là một loài thực vật có hoa trong họ Dứa dại. Loài này được (Gaudich.) Balf.f. miêu tả khoa học đầu tiên năm 1878.